# Orkidé-tyven
Orkidé-tyven (originaltitel Adaptation) er en amerikansk, satirisk komediedramafilm fra 2002, instrueret af Spike Jonze efter manuskript af Charlie Kaufman. Filmen er delvist baseret på non fiktion-bogen The orchid thief af Susan Orlean. Filmen har Nicolas Cage, Meryl Streep, Chris Cooper og Cara Seymour i hovedrollerne.

## Plot
Arbejdet med manuskriptet til The Orchid Thief kører slet ikke for forfatteren Charlie Kaufman. Han lider af skriveblokering, seksuelle frustrationer og manglende selvtillid. Imens kører alt som smurt for hans sorgløse, men langt mindre begavede tvillingebror Donald. Charlies liv bliver ikke nemmere af, at han er blevet så besat af Susan Orlean, forfatteren til 'The Orchid Thief', at han tager til New York for at opsøge hende. 

## Medvirkende
- Nicolas Cage
- Meryl Streep
- Chris Cooper
- Cara Seymour
- Brian Cox
- Tilda Swinton
- Ron Livingston
- Maggie Gyllenhaal
- Judy Greer
- Bob Yerkes
- Curtis Hanson
- Doug Jones
- Susan Orlean
- Lance Acord
- John Cusack
- Spike Jonze
- Catherine Keener
- John Malkovich

## Priser og nomineringer
Filmen blev nomineret til fire Oscars, bedste mandlige hovedrolle (Nicolas Cage), bedste kvindelige birolle (Meryl Streep), bedste filmatisering (Charlie Kaufman) og for bedste mandlige birolle, for hvilken Chris Cooper vandt.